# Uredo setariae
Uredo setariae ist eine Ständerpilzart aus der Ordnung der Rostpilze (Pucciniales). Der Pilz ist ein Endoparasit des Süßgrases Setaria macrostachya. Symptome des Befalls durch die Art sind Rostflecken und Pusteln auf den Blattoberflächen der Wirtspflanzen. Sie ist ein Endemit Argentinien. Da bislang nur ihre Nebenfruchtform bekannt ist, wird sie in die Formgattung Uredo eingeordnet. 

## Merkmale

### Makroskopische Merkmale
Uredo setariae ist mit bloßem Auge nur anhand der auf der Oberfläche des Wirtes hervortretenden Sporenlager zu erkennen. Sie wachsen in Nestern, die als gelbliche bis braune Flecken und Pusteln auf den Blattoberflächen erscheinen.

### Mikroskopische Merkmale
Das Myzel von Uredo setariae wächst wie bei allen Uredo-Arten interzellulär und bildet Saugfäden, die in das Speichergewebe des Wirtes wachsen. Die Spermogonien und Aecien der Art sind nicht bekannt. Die unterseitig auf den Wirtsblättern wachsenden Uredien des Pilzes sind dunkelbraun. Ihre kastanienbraunen Uredosporen sind 24–30 × 18–22 µm groß, meist eiförmig und stachelwarzig. Die Telien der Art sind unbekannt.

## Verbreitung
Das bekannte Verbreitungsgebiet von Uredo setariae umfasst lediglich Argentinien.

## Ökologie
Die Wirtspflanze von Uredo setariae ist Setaria macrostachya. Der Pilz ernährt sich von den im Speichergewebe der Pflanzen vorhandenen Nährstoffen, seine Sporenlager brechen später durch die Blattoberfläche und setzen Sporen frei. Die Art durchläuft einen vermutlich makrozyklischen Entwicklungszyklus mit Spermogonien, Aecien, Uredien und Telien. Ob sie einen Wirtswechsel durchmacht, lässt sich mangels Aecien und Spermogonien nicht feststellen.